# Cruzy
Cruzy is een gemeente in het Franse departement Hérault (regio Occitanie). De plaats maakt deel uit van het arrondissement Béziers. Cruzy telde op 1 januari 2022 954 inwoners.

## Geografie
De oppervlakte van Cruzy bedroeg op 1 januari 2022 25,85 vierkante kilometer; de bevolkingsdichtheid was toen 36,9 inwoners per km².

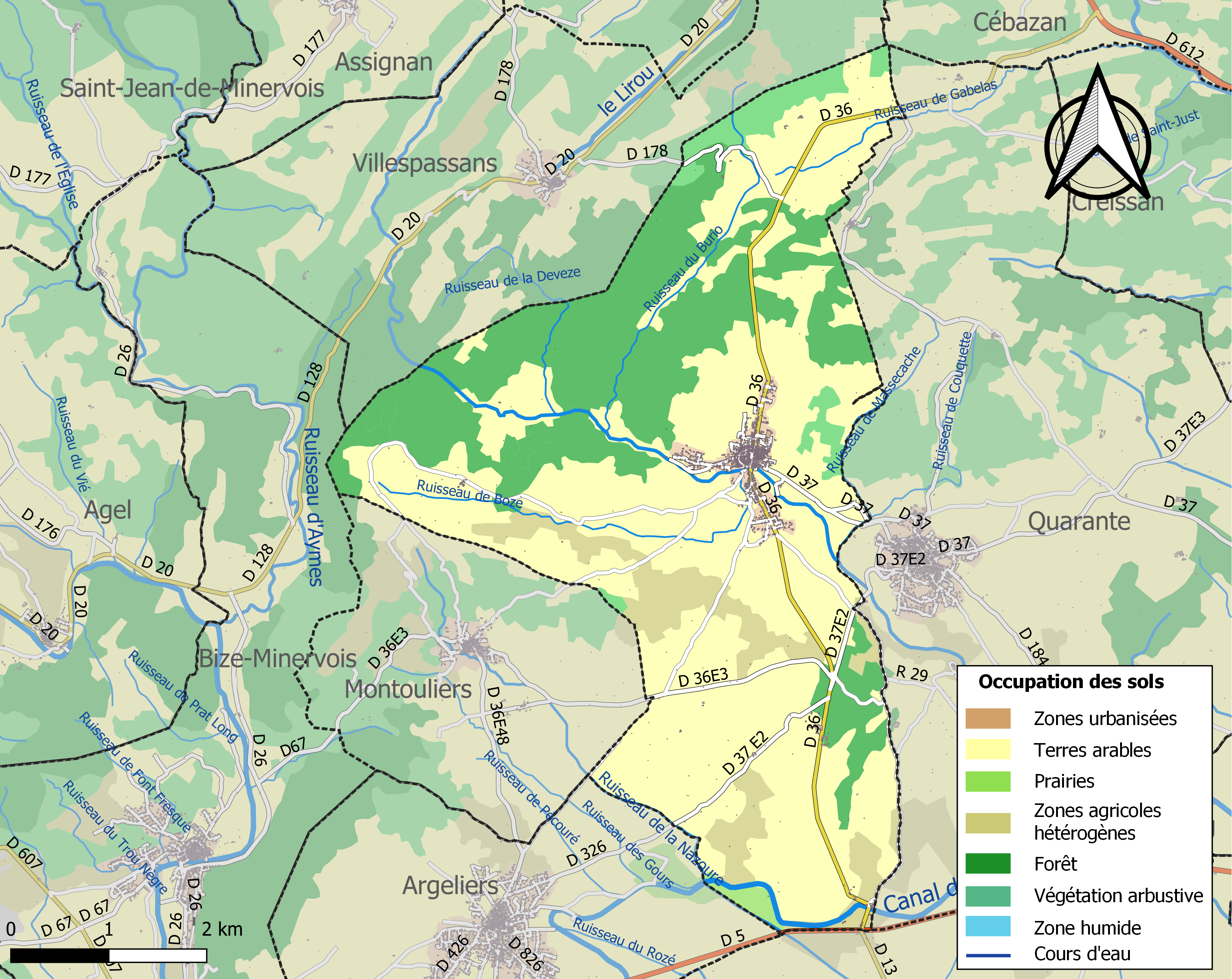
Kaart van de gemeente met belangrijkste infrastructuur, bodemgebruik en omliggende gemeenten

## Demografie
Onderstaande figuur toont het verloop van het inwonertal (bron: INSEE-tellingen).

## Dinosaurus
In 2022 werd in het naastgelegen dorp Montouliers een vrijwel compleet skelet van een Titanosaurus gevonden door Damien Boschetto, toen hij zijn hond uitliet en een bot zag uitsteken op een plek waar een aardverschuiving had plaatsgevonden. Hij waarschuwde specialisten, maar verder werd de locatie geheim gehouden om vandalisme te voorkomen. Het skelet zal in Cruzy tentoongesteld worden in het museum van de Association Culturelle Archéologique et Paléontologique.